# 지구관

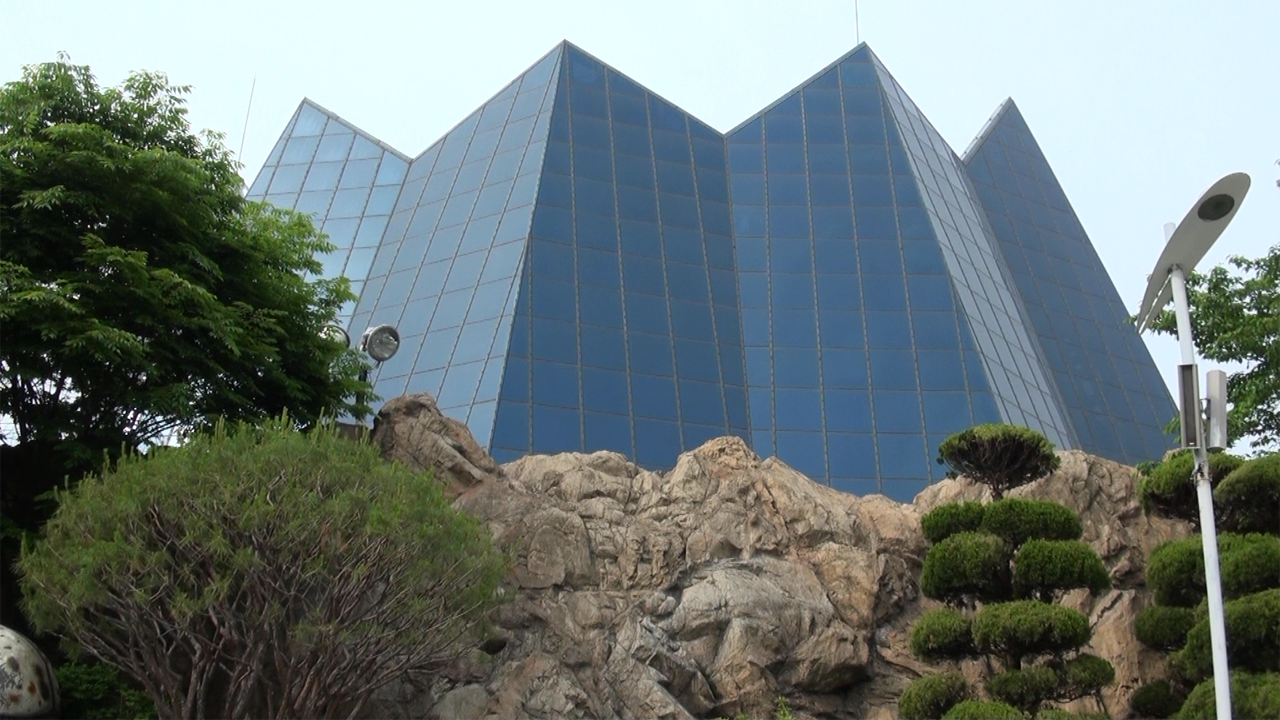
엑스포과학공원 지구관 전경

지구관은 엑스포과학공원 내의 전시관으로, IMAX 전용 영상관이다.
개장 당시 쌍용그룹에서 운영했고 스크린 크기가 가로 33.3 m, 세로 24.7 m의 세계 최대 크기의 IMAX 스크린으로 기네스북에 등재되기도 했다.
현재는 캐나다 IMAX사와 라이선스 계약이 종료되어 모든 상영장비를 반납하고 휴관 중이며 IMAX 영화관으로써의 추가 운영계획은 없는 것으로 알려져 있다.
2015년 5월기준 엑스포 재창조 사업에 일환으로 지구관은 철거되었다.

## 전시관 정보
- 전시관 명 아이맥스영상관 (구 지구관)
- 스크린 크기 가로 33.3 m, 세로 24.7 m

## 역대 상영작
지구관에서는 대전엑스포 당시 IMAX에서 제작한 '초록약속'이라는 영화를 상영하였고, 이후에는 상업 영화가 아닌 캐나다 IMAX社에서 제작한 다큐멘터리 등의 영화를 상영했다.
- 초록약속
- 알래스카 (Alaska: Spirit of the Wild, 1997, 39min)
- 환상과 모험의 캘리포니아 (Adventures in Wild California, 2001, 42min)
- 에일리언 어드벤쳐 (Alien Adventure, 1999, 37min)

## 참고
- 캐나다 IMAX社 : http://www.imax.com